# Ryszard Urban
Ryszard Zbigniew Urban (ur. 16 marca 1924 w Poznaniu, zm. 7 listopada 1984 tamże) – polski działacz śpiewaczy i społeczno-kulturalny, popularyzator muzyki, autor scenariuszy telewizyjnych i radiowych, a także organizator imprez muzycznych i koncertów.

## Życiorys
W latach 1936–1939 śpiewał w Chórze Chłopców Poznania, a od 1938 do 1939 również w Poznańskim Chórze Katedralnym pod dyrekcją Wacława Gieburowskiego. Podczas okupacji niemieckiej (1940–1943) był tenorzystą chóru mieszanego przy kościele Matki Boskiej Bolesnej. W latach 1946–1951 studiował muzykologię na Uniwersytecie im. Adama Mickiewicza. Od 1947 rozpoczął zbieranie oraz dokumentowanie folkloru z terenów Wielkopolski dla Sekcji Etnologii Muzycznej Polskiej Akademii Nauk. W latach 1947–1951 śpiewał w grupie tenorów Chóru Chłopięcego przy kościele Wszystkich Świętych, którym kierował wówczas Stefan Stuligrosz.
Od 1945 do 1955 pracował w rozgłośni poznańskiej Polskiego Radia jako redaktor muzyczny. Przez trzy lata pełnił opiekę redakcyjną i merytoryczną nad Poznańskim Chórem Radiowym, którym kierował Lubomir Szopiński. Podlegały mu wszystkie audycje chóralne ruchu amatorskiego. Od 1951 do 1953 pełnił funkcję II chórmistrza Poznańskiego Chóru Chłopięcego Jerzego Kurczewskiego. Został również reżyserem muzycznym poznańskiej rozgłośni radiowej. 
W 1954 rozpoczął uzupełniające studia muzyczne na Wydziale Wychowania Muzycznego Państwowej Wyższej Szkoły Muzycznej w Poznaniu. W 1955 zrezygnował z pracy w radiu i zaangażował się jako instruktor ds. chórów i orkiestr przy Wojewódzkiej Radzie Związków Zawodowych w Poznaniu. W 1957 został redaktorem i realizatorem Ośrodka Telewizyjnego w Poznaniu. Był tam kierownikiem działu muzycznego, a także autorem filmów o tematyce chóralnej. W 1976 został członkiem zarządu Oddziału Wielkopolskiego Polskiego Związku Chórów i Orkiestr. Od 1977 był tam dyrektorem artystycznym ds. orkiestr, natomiast w 1981 został prezesem i był nim aż do śmierci. Mianowano go również członkiem zarządu głównego Polskiego Związku Chórów i Orkiestr w Warszawie. W lutym 1983 doprowadził do uzyskania przez Oddział Wielkopolski Polskiego Związku Chórów i Orkiestr nowej siedziby w Poznaniu, przy ul. Wielkiej 20. Zmarł w pełni sił twórczych. Został pochowany na Cmentarzu Junikowo (pole 4, kwatera 2, grób 12).

## Odznaczenia
Otrzymał m.in. takie odznaczenia jak:
- Nagroda Prezesa Radiokomitetu (1962),
- Odznaka Honorowa Miasta Poznania (1964),
- Złoty Krzyż Zasługi (1965),
- Odznaka Honorowa za Zasługi dla Województwa Poznańskiego (1967),
- Odznaka Zasłużonego Działacza Kultury (1968),
- Złoty Ekran (1968), za działalność muzyczną,
- Odznaczenie i Dyplom MON (1970),
- Honorowa Odznaka Komitetu ds. Radia i Telewizji (1974),
- Złota Honorowa Odznaka Polskiego Związku Chórów i Orkiestr (1974),
- Krzyż Kawalerski Orderu Odrodzenia Polski (1977),
- Nagroda Ministra Kultury i Sztuki (1981),
- Złota Honorowa Odznaka Polskiego Związku Chórów i Orkiestr stopnia IV z Laurem (1984)[1].